# Hákon Rafn Valdimarsson
Hákon Rafn Valdimarsson (ur. 13 października 2001) – islandzki piłkarz, grający na pozycji bramkarza w szwedzkim klubie IF Elfsborg.

## Kariera klubowa
Jest wychowankiem KR, z którego w 2015 roku trafił do Grótty. W pierwszej drużynie tego klubu zadebiutował 23 września 2017 w przegranym 1:2 meczu z Leiknirem. Był to ostatni mecz sezonu, po którym zarówno Grótta, jak i Leiknir spadły na trzeci poziom rozgrywkowy. Od sezonu 2018 był podstawowym zawodnikiem drużyny. W grudniu 2019 przedłużył kontrakt z klubem do 2021 roku. W 2020 roku został wybrany najlepszym piłkarzem roku w swoim klubie.
W kwietniu 2021 Grótta porozumiała się z IF Elfsborg w sprawie transferu bramkarza i w lipcu 2021 podpisał on czteroletni kontrakt ze szwedzkim klubem. Zadebiutował w nim 1 października 2021 w wygranym 1:0 spotkaniu z IFK Göteborg, po tym jak podstawowy bramkarz zespołu, Tim Rönning, został zawieszony za czerwoną kartkę w poprzednim meczu. 18 października rozegrał również wygrane 3:0 spotkanie z Djurgårdens IF. W styczniu 2022 przedłużył o rok kontrakt z klubem.

## Kariera reprezentacyjna
Młodzieżowy reprezentant Islandii w kadrach od U-18 do U-21. W marcu 2021 znalazł się w gronie 23 zawodników powołanych na Mistrzostwa Europy do lat 21, jednakże nie wystąpił na nich w żadnym meczu.
W dorosłej kadrze zadebiutował 12 stycznia 2022 w zremisowanym 1:1 meczu towarzyskim z Ugandą, w którym rozegrał drugą połowę. Trzy dni później wystąpił w przegranym 1:5 spotkaniu z Koreą Południową, w którym obronił rzut karny.

## Życie osobiste
Jego ulubionym piłkarzem jest Cristiano Ronaldo.